# ماركوس فينيسيوس دي جيسوس أرواخو
ماركوس فينيسيوس دي جيسوس أرواخو (بالبرتغالية: Marcos Vinícius de Jesus Araújo‏) هو لاعب كرة قدم برازيلي في مركز الوسط، ولد في 24 ديسمبر 1994 في مارابا في البرازيل. لعب مع نادي كروزيرو ونادي ناوتيكو.

## وصلات خارجية
- ماركوس فينيسيوس دي جيسوس أرواخو على موقع قاعدة بيانات كرة القدم.إي يو (الإنجليزية)
- ماركوس فينيسيوس دي جيسوس أرواخو على موقع Soccerway.com (الإنجليزية)
- ماركوس فينيسيوس دي جيسوس أرواخو على موقع عالم كرة القدم.نت (الإنجليزية)
- ماركوس فينيسيوس دي جيسوس أرواخو على موقع AS.com (الإسبانية)